# Flotta Stone
Der Flotta Stone (auch Altar Slab from Flotta) ist eine Cross-Slab aus dem 8. Jahrhundert, die in Lurdy auf der Orkneyinsel Flotta gefunden wurde und heute in den National Museums of Scotland in Edinburgh steht. Es ist eine geschnitzte Sandstein-Platte, die in einer Ruine gefunden wurde, von der überliefert ist, dass sie zu einer alten Kirche gehört. Nachdem der Stein bis 1877 im Besitz von George Petrie aus Kirkwall war, wurde er vom „Edinburgh Museum of Antiquities“ gekauft.
Es ist eine im Randbereich beschädigte, mittig gespaltene 1,65 m lange, 0,8 m breite und etwa 8 cm dicke Platte aus grauem Sandstein. Zwei vertikale Rillen auf der Rückseite zeigen an, dass sie wohl zu einem Altar gehörte. Ein erhöhter Rand umgibt die Platte, und mittig in einem umrandeten quadratischen Feld befindet sich ein völlig symmetrisches Griechisches Kreuz mit den in der keltischen Formen üblichen vier Ausrundungen in den Winkeln der Arme. Die Arme des Kreuzes sind mit einem Knotenmuster verziert. Der Mittelteil des Kreuzes ist abgeplatzt, so dass sich die etwa achtförmige Struktur nicht richtig erschließt. Es wurde zwischen 700 und 800 geschnitzt.